# La Bruyère (Belgio)
La Bruyère (in vallone Les Brouhires) è un comune belga di 8 379 abitanti situato nella provincia vallona di Namur.